# Caroline Frances Cooke
Pour les articles homonymes, voir Cooke.
Caroline Frances Cooke est une actrice américaine, née en Illinois le 29 décembre 1875 et décédée à Los Angeles (Californie) le 8 juillet 1962.

## Filmographie
- 1916 : De Voortrekkers de Harold M. Shaw
- 1923 : The Cricket on the Hearth de Lorimer Johnston
- 1926 : The Bells de James Young
- 1939 : Le Fils de Frankenstein (Son of Frankenstein) de Rowland V. Lee
- 1939 : La Tour de Londres (Tower of London) de Rowland V. Lee
- 1940 : La Maison aux sept pignons (The House of the Seven Gables) de Joe May
- 1941 : Le Loup-garou (The Wolf Man) de George Waggner
- 1942 : Le Cambrioleur est bon enfant (Butch Minds the Baby) d'Albert S. Rogell
- 1942 : Le Mystère de Marie Roget (The Mystery of Marie Roget) de Phil Rosen
- 1942 : Strictly in the Groove (en) de Vernon Keays
- 1943 : Sherlock Holmes à Washington (Sherlock Holmes in Washington) de Roy William Neill
- 1943 : Keep 'Em Slugging (en) de Christy Cabanne
- 1944 : Le Fantôme de la Momie (The Mummy's Ghost) de Reginald Le Borg